# Улица Аэропорт
Улица Аэропо́рт — улица в Заельцовском районе Новосибирска (микрорайон Аэропорт). Состоит из двух участков: первый — односторонний проезд от Красного проспекта до здания аэропорта, второй начинается у здания аэропорта и заканчивается перекрёстком с Мочищенским шоссе. Главной функцией улицы являлся подъезд к аэропорту. Общая длина улицы — 1330 метров.

## История
В 1937 году на улице Аэропорт были построены два четырёхэтажных дома (№№ 5, 6).
В 1938 году в городке построен Дом культуры (ул. Аэропорт, д. 88).
В 1940 году построено двухэтажное здание (ул. Аэропорт, д. 3)
В 1957 завершена постройка нового каменного здания аэропорта.

## Достопримечательности
- Аэровокзал городского аэропорта — здание вокзала бывшего аэропорта Новосибирск-Северный. Памятник архитектуры местного значения[2].
- Сквер им. Чаплыгина — сквер, расположенный между улицей Аэропорт и Мочищенским шоссе.

## Организации
- Новосибирский авиаремонтный завод

## Известные жители
- Сергей Петрович Даньшин  (1911—1943) — лётчик-бомбардировщик, участник Великой Отечественной войны, Герой Советского Союза (1943). Жил в доме № 6 с 1935 по 1941 год. На здании установлена мемориальная доска[3].